# Rovné (okres Humenné)
Rovné je obec na Slovensku v okrese Humenné v Prešovském kraji. Žije zde 464 obyvatel.
První písemná zmínka pochází z roku 1567. Nachází se zde římskokatolický kostel Narození Panny Marie.